# Anna Piwkowska
Anna Piwkowska (ur. 12 lutego 1963 w Pruszkowie) – polska poetka i eseistka.

## Życiorys
Córka Włodzimierza Piwkowskiego, historyka sztuki, i Danuty z domu Marcinkiewicz. Absolwentka studiów w zakresie filologii polskiej na Uniwersytecie Warszawskim, magistrantka profesora Romana Taborskiego, poetka i pisarka. Jest autorką powieści inspirowanej biografią i wierszami austriackiego poety Georga Trakla Ślad łyżwy oraz książki eseistycznej Achmatowa czyli kobieta. Obie książki otrzymały Nagrodę Warszawskiej Premiery Literackiej. W roku 2002 uhonorowana Wyróżnieniem Fundacji Kościelskich za tomik Po. Jej wiersze tłumaczone były między innymi na język angielski, niemiecki, włoski, słoweński, francuski, hiszpański, kataloński, słowacki i publikowane w licznych antologiach, między innymi w Rosji w antologii Polskije poetessy (2002) oraz w Anglii w antologii Six Polish Poets (2009). Za powieść dla młodzieży Franciszka otrzymała główną nagrodę polskiej sekcji IBBY dla najlepszej książki dla młodzieży roku 2014 oraz Nagrodę Literacką m.st. Warszawy. Książka została przetłumaczona na język litewski i słoweński. W roku 2015 w serii wydawniczej „Biblioteka Więzi” ukazała się książka pod tytułem Achmatowa, czyli Rosja, która jest kontynuacją zainteresowań Piwkowskiej literaturą i poezją rosyjską. W roku 2017 Piwkowska opublikowała kolejną biografię Wyklęta. Poezja i miłość Mariny Cwietajewej, która otrzymała Nagrodę Warszawskiej Premiery Literackiej za najlepszą książkę miesiąca. Opublikowany w roku 2019 tom Między monsunami znalazł się w finałowej piątce Nagrody Poetyckiej im. Konstantego Ildefonsa Gałczyńskiego „Orfeusz” oraz został uhonorowany Nagrodą im. Cypriana Kamila Norwida. W 2023 nominowana do Nagrody Poetyckiej im. Konstantego Ildefonsa Gałczyńskiego „Orfeusz” oraz do Nagrody Poetyckiej im. Kazimierza Hoffmana „Kos” za tom Furtianie.
Poetka współpracuje z radiem, teatrem, filmem oraz licznymi literackimi periodykami. Swoje wiersze publikowała m.in. w „Więzi”, „Res Publice”, „Twórczości”, „Dekadzie Literackiej”, „Kresach”, „Zeszytach Literackich”, „Odrze”, „Tytule”, „Czasie Kultury”, „Tygodniku Powszechnym”. Jej twórczość tłumaczona była na rosyjski, niemiecki, słoweński, angielski, włoski, hiszpański, kataloński, hebrajski i litewski. Współpracowała z „Nowymi Książkami” i z „Zeszytami Literackimi”. Napisała teksty piosenek i słów Prologu do XVIII-wiecznej opery Macieja Kamieńskiego Nędza uszczęśliwiona w reżyserii Krzysztofa Kolbergera, wystawianej w Teatrze Wielkim w Warszawie i w Poznaniu, a także wiersze do filmu Barbary Sass Jak narkotyk (1999). Przedmiotem jej eseistycznych zainteresowań jest literatura rosyjska: głównie życie i twórczość Anny Achmatowej i Mariny Cwietajewej.
Stypendystka Biblioteki polskiej w Paryżu w roku 1999, kilkukrotna stypendystka Ministra Kultury i Dziedzictwa Narodowego.
Jest członkiem polskiego PEN Clubu, należała do Stowarzyszenia Pisarzy Polskich do sierpnia 2020 roku.
W latach 1987–1998 pracowała jako kustosz w Muzeum Teatralnym w Teatrze Wielkim w Warszawie. W latach 2001–2017 była nauczycielką języka polskiego w Zespole Szkół „Bednarska” w Warszawie. Organizatorka ogólnopolskiego konkursu literackiego dla dzieci i młodzieży „Podróżuj, śnij, odkrywaj”.

## Nagrody
- Nagroda Literacka im. Georga Trakla (1995)
- Wyróżnienie Fundacji Kościelskich (2002) za tomik Po
- Nagroda Literacka m.st. Warszawy za tom Farbiarka
- Nagroda Literacka IBBY za powieść Franciszka (najlepsza książka roku 2014 dla młodzieży).
- Nagroda Literacka m.st. Warszawy (2015) w kategorii „literatura dziecięca” za książkę Franciszka (wspólnie z Emilią Bojańczyk autorką ilustracji).
- Nagroda im. Cypriana Kamila Norwida (2020) za tom Między monsunami
- Nagroda Poetycka im. Konstantego Ildefonsa Gałczyńskiego „Orfeusz” (2023) za tom Furtianie
- Nagroda im. Cypriana Kamila Norwida (2023) za tom Furtianie

## Wydane tomiki poetyckie
- Szkicownik (1989)
- Cień na ścianie (1990)
- Wiersze i sonety (1992)
- Skaza (z ilustracjami Andrzeja Kreutz-Majewskiego, 1996)
- Tylko trzy drogi (2000)
- PO (Wydawnictwo Nowy Świat, Warszawa 2002), Wyróżnienie Fundacji Kościelskich
- Niebieski sweter: Wiersze dawne i nowe (Wydawnictwo Nowy Świat, Warszawa 2004)
- Farbiarka (Znak, 2009), Nagroda Literacka m.st. Warszawy w dziedzinie literatury pięknej
- Lustrzanka (Zeszyty Literackie, 2012)
- Wyspa Nieborów (Znak, 2016)
- Między monsunami (Znak, 2019), Nagroda im. Cypriana Kamila Norwida
- Furtianie (Znak, 2022), Nagroda Poetycka im. K.I. Gałczyńskiego "Orfeusz" za najlepszy tom roku 2022

## Eseistyka
- Achmatowa czyli kobieta (Wydawnictwo „Twój Styl”, Warszawa 2003), Nagroda Warszawskiej Premiery Literackiej
- Achmatowa czyli Rosja (Wydawnictwo „Biblioteka Więzi”, Warszawa 2015)
- Wyklęta. Poezja i miłość Mariny Cwietajewej (Wydawnictwo Iskry, Warszawa 2017), Nagroda Warszawskiej Premiery Literackiej
- Piękno i piekło. Opowieść o Beacie Obertyńskiej (Państwowy Instytut Wydawniczy, Warszawa 2021)

## Powieści
- Ślad łyżwy (Wydawnictwo „Twój Styl”, Warszawa 2007), Nagroda Warszawskiej Premiery Literackiej
- Franciszka (Zeszyty Literackie, seria „Małe Zeszyty”, Warszawa 2014), Nagroda Literacka IBBY i Nagroda Literacka m.st. Warszawy